# Volcán Azufre (Maule)
El volcán Azufre, a veces confundido con su vecino más bajo el volcán Peteroa, es un estratovolcán de 4.113  metros sobre el nivel del mar. Se encuentra administrativamente circunscripto, del lado chileno, en la VII Región del Maule, Provincia de Curicó, comuna de Romeral. En Argentina corresponde a la Provincia de Mendoza, Departamento Malargüe, Distrito Malargüe.
Es el volcán más antiguo en el complejo volcánico que forma con los volcanes vecinos Planchon y Peteroa y su miembro más austral. Existen certezas de que tuvo actividad hasta el Holoceno, la que terminó con su actividad desde que se generó el volcán Planchon, y ahí habría terminado  como volcán extinto solo manifestando actividad por medio de algunas fumarolas y fuentes termales en sus francos.
El volcán está profundamente erosionado, debido a la presencia de nieve abundante y por la presencia de glaciares que suelen cubrir al volcán en periodos invernales.

## Geología
La generación del volcán corresponde al 
Pleistoceno, y se destacó por lanzar lavas del tipo basálticas a basalto-andesita y habría terminado su etapa con erupciones del tipo dacítico.

## Lahar Teno
El grupo Planchón-Azufre-Peteroa se formó en el Pleistoceno. Uno de los mayores eventos de la historia geológica del complejo volcánico ocurrió a principios del Holoceno, 7000 años atrás, cuando colapsó la mitad Oeste del edificio del Planchón, ocasionando una avalancha lahárica que bajó 75 km por el curso del río Teno, hacia Chile, en un hecho conocido como el Lahar Teno. Aparentemente, este evento se relaciona con una gran erupción pliniana que eyectó grandes masas de tefra pumícea, que se depositó exclusivamente del lado argentino.

## Glaciar
El volcán Azufre posee un glaciar en su cima, el cual fue nombrado Glaciar Azufre. Es el nacimiento de varios ríos.
También se pueden apreciar otros 3 glaciares en las faldas del volcán.